# سيرجي ليتفينوف (رياضي مواليد 1958)
سيرجي نيكولايفيتش ليتفينوف (الروسية: Серге́й Николаевич Литвинов) هو رامي مطرقة روسي سوفيتي ولد في يوم 23 يناير 1958 في تسوريكوفا بالكا في كراسنودار كراي في الاتحاد السوفيتي، نافس في دورات الألعاب الأولمبية 1980 في موسكو و1988 في سيئول، أبرز إنجازاته كان فوزه بالميدالية الذهبية في دورة الألعاب الأولمبية الصيفية 1988 في سيئول وبالميدالية الفضية في دورة الألعاب الأولمبية الصيفية 1980 في موسكو، كما فاز بالميدالية الذهبية في بطولة العالم لألعاب القوى 1983 في هلسنكي وبطولة العالم لألعاب القوى 1987 في روما، حطم سيرجي الرقم القياسي مرتين في رمي المطرقة وألذي كان مسجل باسم مواطنه يوري سيديخ الأولى كانت في سنة 1980 والثانية كانت في سنة 1982، أفضل رقم شخصي سجله هو 84.80 متر وألذي سجله أثناء دورة الألعاب الأولمبية الصيفية 1988 في سيئول.

## روابط خارجية
- سيرجي ليتفينوف على موقع الاتحاد الدولي لألعاب القوى (الإنجليزية)
- سيرجي ليتفينوف على موقع اللجنة الأولمبية الدولية (الإنجليزية)
- سيرجي ليتفينوف على موقع أوليمبيديا (الإنجليزية)